# Pseudothyracella
Pseudothyracella is een monotypisch mosdiertjesgeslacht uit de familie van de Bryopastoridae en de orde Cheilostomatida. De wetenschappelijke naam ervan is in 1975 voor het eerst geldig gepubliceerd door Labracherie.

## Soort
- Pseudothyracella candelaber d'Hondt & Gordon, 1999